# Iñaki Otxoa de Olza
Iñaki Otxoa de Olza Seguín (Pamplona, 29 de maig de 1967 - Annapurna, 23 de maig de 2008) era un alpinista i escalador navarrès, que va participar en més de 30 expedicions a l'Himàlaia i en més de 200 expedicions com a guia de muntanya. Destacà per haver coronat 12 dels 14 cims més alts del planeta (havent coronat dos cops el Cho Oyu) sense la companyia de xerpes ni utilitzar oxigen suplementari. El maig de 2008, Otxoa de Olza va ser el protagonista d'un dramàtic intent de rescat a l'Annapurna, on havia quedat atrapat a uns 7.400 metres d'altura amb tots els símptomes d'haver patit un edema.
| «                     | Si utilitzes oxigen a la muntanya no ets un alpinista, ets més aviat un astronauta o un bussejador. | » |
| — Iñaki Otxoa de Olza | |   |

## Biografia
Iñaki Otxoa de Olza va nàixer a Pamplona l'any 1967, i es va iniciar en l'escalada i el muntanyisme amb la seva família, fent el salt a les ascensions a cims de més de 8.000 metres als 22 anys, quan va intentar coronar el Kangchenjunga sense èxit. A partir d'aquell moment va començar a participar en expedicions destacades, com la primera expedició de Al Filo de lo Imposible al K2 l'any 1994, on es va donar a conèixer com un alpinista compromès i de ràpida progressió a la muntanya, desenvolupada amb un estil marcadament purista i ètic, guiat pel rigor i el respecte per l'activitat que duia a terme.
| «                     | Els recordo que no ens servim de xerpes. Ningú s'ha de jugar el bigoti per la nostra glòria o a canvi del nostre vil metall. | » |
| — Iñaki Otxoa de Olza | |   |

## Expedició a l'Annapurna i defunció

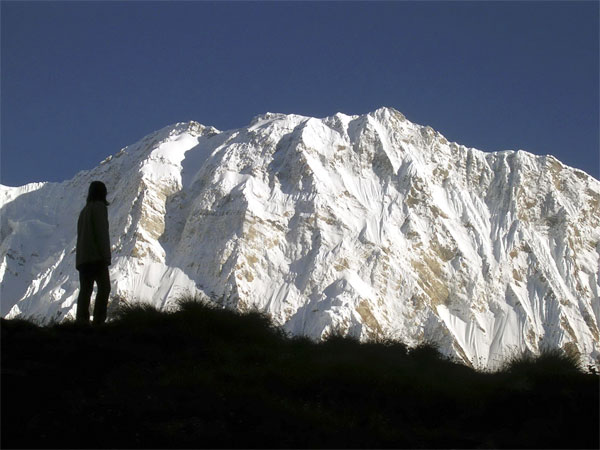
Cara sud de l'Annapurna

A mitjan abril de 2008, Otxoa, Horia Colibășanu i Don Bowie estaven preparant l'atac al cim de l'Annapurna, operació que estava previst que es dugués a terme per l'aresta est de la muntanya, una via poc transitada i molt compromesa, que només havien transitat amb èxit cinc persones abans de l'intent d'Otxoa i els seus companys. De fet, Otxoa, Colibășanu i Bowie van obrir una variant a la cara sud de l'Annapurna, entre la ruta polonesa de l'espoló esquerre (1988, Kukuczka-Hajzer) i la via oberta per Tomaz Humar l'any 2007, completament nova des de 7.500 metres fins al cim Est de la muntanya.
En un principi, Otxoa i Colibășanu tenien previst atacar el cim al voltant del 10 de maig de 2008, però sembla que l'atac definitiu al cim no es va dur a terme fins al 19 de maig. Otxoa i Colibășanu, acompanyats per l'alpinista rus Alexei Bolotov, es trobaven a uns 100 metres del cim quan els dos primers decidiren girar cua per evitar que les congelacions a les mans empitjoressin. Mentre Bolotov continuava el camí cap al cim, Otxoa i Colibășanu arribaven al camp 4, a uns 7.400 metres d'altura, on havien previst prendre un descans abans de continuar el descens. No obstant això, poc abans de deixar el camp, Otxoa va presentar símptomes d'haver patit un edema i es mostrava incapaç de continuar el descens.
Aquell mateix dia ja es va posar en marxa un important operatiu per intentar socórrer els tres alpinistes: per una banda, Colibășanu va contactar per telèfon amb metges que l'aconsellaren en el tractament que havia d'administrar al seu company; per l'altra, Ueli Steck i Simon Anthamatten, dos alpinistes suïssos que es trobaven a la cara nord de l'Annapurna, van iniciar un ràpid ascens vers el lloc on es trobaven els tres alpinistes, però van haver d'aturar-se a uns 6.900 metres d'altura per les males condicions climatològiques. A més, tres alpinistes es van afegir al rescat des de Katmandú, traslladats al camp base de l'Annapurna en helicòpter, mentre que Sergei Bogomolov, un alpinista rus que havia compartit dies al camp base de l'Annapurna amb Otxoa intentava organitzar un operatiu de rescat des de Katmandú. Don Bowie, per la seva banda, va desplaçar-se també al camp base des de Pokhara, on es trobava en el moment de l'accident.
El 22 de maig, Bowie va iniciar el camí verls els camps d'altura junt amb Denis Urubko, amb un carregament d'oxigen i medicaments per intentar millorar l'estat d'Otxoa. Aquell mateix dia, Steck i Anthamtten es trobaven a poques hores del punt on estaven Otxoa i Colibășanu, i un tercer grup de rescat, format per Robert Szymczak (escalador i metge polonès), Alex Gavan i Mihnea Radulescu (dos alpinistes romanesos), Sergei Bolgomolov i diversos xerpes intentaria afegir-se al rescat mitjançant un trasllat en helicòpter des de Pokhara, on estaven retinguts pel mal temps.
Mentrestant, Steck havia arribat al punt on es trobaven Otxoa i Colibășanu, i havia iniciat un tractament per intentar millorar l'estat de l'alpinista navarrès i iniciar el descens.
L'endemà, Szymczak i Bolgomolov pogueren aproximar-se en helicòpter fins a 6.100 metres, on iniciaren l'ascens transportant una Cambra hiperbàrica on intentarien col·locar-hi Otxoa, que haurien intentat descendir en llitera. Gavan, Radulescu i els xerpes Ongchu, Wangchu i Pinjho van inicar l'ascens a peu des del camp base. Per la seva banda, Ueli Steck i Bowie van arribar fins al camp 2, on van trobar-se amb Bolotov i van continuar el camí fins al camp 3, on van arribar de matinada i d'on ja no es van poder moure malgrat que Colibășanu, que ja descendia, va advertir a Urubko que el temps se'ls estava acabant.
Malauradament, Otxoa no va poder resistir cinc nits a la intempèrie, en altura i en un estat de salut molt delicat i traspassà el mateix 23 de maig. Per desig de la família, el seu cos no fou rescatat, per evitar arriscar la vida dels rescatadors i per coherència amb la manera que Otxoa tenia d'entendre l'alpinisme.

## Cims destacats
1. Cho Oyu (1993)
2. Gasherbrum I (1996
3. Gasherbrum II (1996)
4. Lhotse (1999)
5. Mont Everest (2001)
6. Nanga Parbat (2003)
7. Broad Peak (2003)
8. Makalu (2004)
9. K2 (2004)
10. Manaslu (2006)
11. Shisha Pangma (2006)
12. Dhaulagiri (2007)